# مگس‌گیران پریسا
مگس‌گیران پریسا (نام علمی: Stenostiridae) نام یک تیره از راسته گنجشک‌سانان است.